# Kongói DK labdarúgó-válogatott
A Kongói DK nemzeti labdarúgó-válogatott (becenevükön: A leopárdok) a Kongói Demokratikus Köztársaság nemzeti csapata, melyet a Kongói DK labdarúgó-szövetség irányít.

## Története
A történelem folyamán különböző nevei voltak: 1948-1960 között Belga-Kongó, 1960-1963 között Leopoldville Kongó, 1963-1971 között Kinshasa Kongó valamint 1971-től 1997-ig Zaire. Zaire volt az első afrikai válogatott, amely résztvehetett egy labdarúgó világbajnokságon, 1974-ben.

## Nemzetközi eredmények
Afrikai nemzetek kupája
- Aranyérmes: 2 alkalommal (1968, 1974)

Közép-afrikai játékok
- Aranyérmes: 1 alkalommal (1981)

Afrikai nemzetek bajnoksága
- Aranyérmes: 2 alkalommal (2009, 2016)

## Világbajnoki szereplés
| Év       | Eredmény                          | GY | D | V | RG | KG |
| -------- | --------------------------------- | -- | - | - | -- | -- |
| 1930     | Nem indult                        | -  | - | - | -  | -  |
| 1934     | Nem indult                        | -  | - | - | -  | -  |
| 1938     | Nem indult                        | -  | - | - | -  | -  |
| 1950     | Nem indult                        | -  | - | - | -  | -  |
| 1954     | Nem indult                        | -  | - | - | -  | -  |
| 1958     | Nem indult                        | -  | - | - | -  | -  |
| 1962     | Nem indult                        | -  | - | - | -  | -  |
| 1966     | Nem indult                        | -  | - | - | -  | -  |
| 1970     | A FIFA nem fogadta el a nevezését | -  | - | - | -  | -  |
| 1974     | Csoportkör                        | 0  | 0 | 3 | 0  | 14 |
| 1978     | Visszalépett                      | -  | - | - | -  | -  |
| 1982     | Nem jutott be                     | -  | - | - | -  | -  |
| 1986     | Nem indult                        | -  | - | - | -  | -  |
| 1990     | Nem jutott be                     | -  | - | - | -  | -  |
| 1994     | Nem jutott be                     | -  | - | - | -  | -  |
| 1998     | Nem jutott be                     | -  | - | - | -  | -  |
| 2002     | Nem jutott be                     | -  | - | - | -  | -  |
| 2006     | Nem jutott be                     | -  | - | - | -  | -  |
| 2010     | Nem jutott be                     | -  | - | - | -  | -  |
| 2014     | Nem jutott be                     | -  | - | - | -  | -  |
| 2018     | Nem jutott be                     | -  | - | - | -  | -  |
| Összesen | 1/21                              | 0  | 0 | 3 | 0  | 14 |

## Afrikai nemzetek kupája-szereplés
- 1957 – Nem indult
- 1959 – Nem indult
- 1962 – Nem indult
- 1963 – Nem indult
- 1965 – Csoportkör
- 1968 – Aranyérmes
- 1970 – Csoportkör
- 1972 – 4. hely
- 1974 – Aranyérmes
- 1976 – Csoportkör
- 1978 – Nem indult
- 1980 – Nem jutott be
- 1982 – Nem jutott be
- 1984 – Visszalépett
- 1986 – Nem jutott be
- 1988 – Csoportkör
- 1990 – Nem jutott be
- 1992 – Negyeddöntő
- 1994 – Negyeddöntő
- 1996 – Negyeddöntő
- 1998 – Bronzérmes
- 2000 – Csoportkör
- 2002 – Negyeddöntő
- 2004 – Csoportkör
- 2006 – Negyeddöntő
- 2008 – Nem jutott be
- 2010 – Nem jutott be
- 2012 – Nem jutott be
- 2013 – Csoportkör
- 2015 – Bronzérmes
- 2017 – Negyeddöntő

## Jelentősebb játékosok
- René Makondele
- Shabani Nonda
- Etepe Kakoko
- Lomana LuaLua
- Mbala Mbuta Biscotte
- Cedrick Makiadi
- Michél Mazingu-Dinzey
- Landry Mulemo
- Dieumerci Mbokani
- Youssouf Mulumbu
- Chancel Mbemba
- Joël Kimwaki
- Yannick Bolasie
- Cédric Bakambu
- Gaël Kakuta
- Arthur Masuaku

## Külső hivatkozások
- A Kongói DK Labdarúgó-szövetsége
- A Kongói DK a FIFA honlapján Archiválva 2010. május 27-i dátummal a Wayback Machine-ben

1. ↑  The FIFA/Coca-Cola World Ranking. FIFA
2. ↑  World Football Elo Ratings. eloratings.net